# Atletica leggera ai XIX Giochi del Mediterraneo
Le gare di atletica leggera ai XIX Giochi del Mediterraneo sono state disputate dal 30 giugno al 3 luglio 2022 presso l'Oran Olympic Stadium a Orano.
Complessivamente sono state disputate 40 competizioni.

## Calendario
Il calendario delle gare è il seguente:
| ● | Finali |

| Giugno | Giugno | Giugno | Giugno | Giugno | Giugno | Giugno | Luglio | Luglio | Luglio | Luglio | Luglio | Luglio |
| 24     | 25     | 26     | 27     | 28     | 29     | 30     | 01     | 02     | 03     | 04     | 05     | 06     |
|        |        |        |        |        |        | 7      | 10     | 9      | 12     |        |        |        |

## Risultati

### Uomini
| Evento                            | Oro                                                                               | Prestazione | Argento                                                                 | Prestazione | Bronzo                                                         | Prestazione |
| Corse piane                       |                                                                                   |             |                                                                         |             |                                                                |             |
| 100 m (dettagli)                  | Jak Ali Harvey                                                                    | 10"15       | Ramil Guliyev                                                           | 10"16       | Ioannis Nyfantopoulos                                          | 10"28       |
| 200 m (dettagli)                  | Ramil Guliyev                                                                     | 20"21       | Diego Pettorossi                                                        | 20"65       | Daniel Rodríguez                                               | 20"78       |
| 400 m (dettagli)                  | João Coelho                                                                       | 45"41       | Hamza Dair                                                              | 45"65       | Abdennour Bendjemaa                                            | 46"06       |
| 800 m (dettagli)                  | Djamel Sedjati                                                                    | 1'44"52     | Yassine Hethat                                                          | 1'44"79     | Catalin Tecuceanu                                              | 1'44"97     |
| 1 500 m (dettagli)                | Azeddine Habz                                                                     | 3'41"65     | Abdellatif Sadiki                                                       | 3'42"00     | Ossama Meslek                                                  | 3'42"49     |
| 5 000 m (dettagli)                | Soufiyan Bouqantar                                                                | 13'36"12    | Mohamed Fares                                                           | 13'36"85    | Italo Quazzola                                                 | 13'37"63    |
| Corse ad ostacoli                 |                                                                                   |             |                                                                         |             |                                                                |             |
| 110 m ostacoli (dettagli)         | Milan Trajkovic                                                                   | 13"34       | Amine Bouanani                                                          | 13"38       | Enrique Llopis                                                 | 13"47       |
| 400 m ostacoli (dettagli)         | Yasmani Copello                                                                   | 48"27       | Ludvy Vaillant                                                          | 48"83       | Abdelmalik Lahoulou                                            | 48"87       |
| 3 000 m siepi (dettagli)          | Bilal Tabti                                                                       | 8'22"79     | Mohamed Tindouft                                                        | 8'23"85     | Hichem Bouchicha                                               | 8'23"95     |
| Salti                             |                                                                                   |             |                                                                         |             |                                                                |             |
| Salto in alto (dettagli)          | Bilel Afer                                                                        | 2,24 m      | Majd Eddin Ghazal                                                       | 2,22 m      | Hichem Bouhanoune                                              | 2,22 m      |
| Salto con l'asta (dettagli)       | Ersu Şaşma                                                                        | 5,75 m      | Anthony Ammirati                                                        | 5,65 m      | Ioannis Rizos                                                  | 5,60 m      |
| Salto in lungo (dettagli)         | Augustin Bey                                                                      | 7,99 m      | Lazar Anić                                                              | 7,83 m      | Yasser Triki                                                   | 7,80 m      |
| Salto triplo (dettagli)           | Yasser Triki                                                                      | 17,07 m     | Tobia Bocchi                                                            | 16,93 m     | Tiago Pereira                                                  | 16,90 m     |
| Lanci                             |                                                                                   |             |                                                                         |             |                                                                |             |
| Getto del peso (dettagli)         | Armin Sinančević                                                                  | 21,29 m     | Asmir Kolašinac                                                         | 20,37 m     | Mohamed Khalifa                                                | 20,35 m     |
| Lancio del disco (dettagli)       | Apostolos Parellīs                                                                | 63,59 m     | Martin Marković                                                         | 62,49 m     | Danijel Furtula                                                | 61,74 m     |
| Lancio del martello (dettagli)    | Özkan Baltacı                                                                     | 74,34 m     | Alexandros Poursanidis                                                  | 73,71 m     | Giorgio Olivieri                                               | 72,18 m     |
| Lancio del giavellotto (dettagli) | Leandro Ramos                                                                     | 82,23 m     | Ihab Abdelrahman                                                        | 78,51 m     | Felise Vahai Sosaia                                            | 76,45 m     |
| Prove su strada                   |                                                                                   |             |                                                                         |             |                                                                |             |
| Mezza maratona (dettagli)         | Mohcin Outalha                                                                    | 1h04'05"    | Benjamin Choquert                                                       | 1h04'19"    | Soufiyan Bouqantar                                             | 1h04'57"    |
| Staffette                         |                                                                                   |             |                                                                         |             |                                                                |             |
| Staffetta 4×100 m (dettagli)      | Italia Andrea Federici Matteo Melluzzo Diego Pettorossi Roberto Rigali            | 38"95       | Turchia Ertan Özkan Jak Ali Harvey Kayhan Özer Ramil Guliyev            | 38"98       | Francia Jerry Leconte Jérémy Leroux Yanis Ammour Dylan Vermont | 39"08       |
| Staffetta 4×400 m (dettagli)      | Algeria Abdennour Bendjemaa Mohamed Ali Gouaned Abdelmalik Lahoulou Slimane Moula | 3'03"41     | Italia Pietro Pivotto Giuseppe Leonardi Lapo Bianciardi Matteo Raimondi | 3'04"55     | Turchia Oğuzhan Kaya Yasmani Copello Sinan Ören İsmail Nezir   | 3'04"55     |

### Donne
| Evento                            | Oro                                                                       | Prestazione | Argento                                                                | Prestazione. | Bronzo                                                                     | Prestazione |
| Corse piane                       |                                                                           |             |                                                                        |              |                                                                            |             |
| 100 m (dettagli)                  | Basant Hemida                                                             | 11"10       | Lorène Bazolo                                                          | 11"36        | Olivia Fotopoulou                                                          | 11"42       |
| 200 m (dettagli)                  | Basant Hemida                                                             | 22"47       | Olivia Fotopoulou                                                      | 23"01        | Lorène Bazolo                                                              | 23"20       |
| 400 m (dettagli)                  | Cátia Azevedo                                                             | 51"24       | Anita Horvat                                                           | 51"94        | Virginia Troiani                                                           | 53"14       |
| 800 m (dettagli)                  | Ekaterina Guliyev                                                         | 2'01"08     | Eloisa Coiro                                                           | 2'01"40      | Assia Raziki                                                               | 2'01"44     |
| 1 500 m (dettagli)                | Aurore Fleury                                                             | 4'13"03     | Federica Del Buono                                                     | 4'13"09      | Ludovica Cavalli                                                           | 4'13"37     |
| 5 000 m (dettagli)                | Yasemin Can                                                               | 15'23"47    | Rahma Tahiri                                                           | 15'56"36     | Leila Hadji                                                                | 16'05"54    |
| Corse ad ostacoli                 |                                                                           |             |                                                                        |              |                                                                            |             |
| 100 m ostacoli (dettagli)         | Solenn Compper                                                            | 12"92       | Nicla Mosetti                                                          | 13"22        | Elisavet Pesiridou                                                         | 13"23       |
| 400 m ostacoli (dettagli)         | Rebecca Sartori                                                           | 55"75       | Camille Seri                                                           | 56"01        | Noura Ennadi                                                               | 56"45       |
| 3 000 m siepi (dettagli)          | Luiza Gega                                                                | 9'14"29     | Marwa Bouzayani                                                        | 9'29"11      | Ikram Ouaaziz                                                              | 9'32"87     |
| Salti                             |                                                                           |             |                                                                        |              |                                                                            |             |
| Salto in alto (dettagli)          | Marija Vuković                                                            | 1,92 m      | Tatiána Goúsin                                                         | 1,90 m       | Marta Morara                                                               | 1,87 m      |
| Salto in lungo (dettagli)         | Milica Gardašević                                                         | 6,67 m      | Esraa Owis                                                             | 6,54 m       | Evelise Veiga                                                              | 6,54 m      |
| Salto triplo (dettagli)           | Neja Filipič                                                              | 14,16 m     | Tuğba Danışmaz                                                         | 14,05 m      | Tessy Ebosele                                                              | 13,63 m     |
| Lanci                             |                                                                           |             |                                                                        |              |                                                                            |             |
| Lancio del disco (dettagli)       | Marija Tolj                                                               | 64,71 m     | Liliana Cá                                                             | 63,62 m      | Özlem Becerek                                                              | 61,96 m     |
| Lancio del martello (dettagli)    | Laura Mora Redondo                                                        | 69,97 m     | Kivilcim Kaya Salman                                                   | 69,82 m      | Zouina Bouzebra                                                            | 65,45 m     |
| Lancio del giavellotto (dettagli) | Adriana Vilagoš                                                           | 60,22 m     | Eda Tuğsuz                                                             | 59,30 m      | Alizee Minard                                                              | 56,22 m     |
| Prove su strada                   |                                                                           |             |                                                                        |              |                                                                            |             |
| Mezza maratona (dettagli)         | Giovanna Epis                                                             | 1h13'47"    | Hanane Qallouj                                                         | 1h13'53"     | Rkia El Moukim                                                             | 1h13'05"    |
| Staffette                         |                                                                           |             |                                                                        |              |                                                                            |             |
| Staffetta 4×100 m (dettagli)      | Italia Irene Siragusa Gloria Hooper Aurora Berton Johanelis Herrera Abreu | 43"68       | Francia Mallory Leconte Eloise De La Taille Gémima Joseph Wided Atatou | 44"63        | Cipro Dafni Georgiou Marianna Pisiara Filippa Fotopoulou Olivia Fotopoulou | 45"10       |
| Staffetta 4×400 m (dettagli)      | Italia Anna Polinari Virginia Troiani Raphaela Lukudo Giancarla Trevisan  | 3'29"93     | Slovenia Agata Zupin Jerneja Smonkar Maja Pogorevc Anita Horvat        | 3'31"51      | Turchia Şevval Ayaz Ekaterina Guliyev Tuğba Toptaş Büşra Yildirim          | 3'34"13     |

## Medagliere
| Posizione | Paese      | Oro | Argento | Bronzo | Totale |
| --------- | ---------- | --- | ------- | ------ | ------ |
| 1         | Turchia    | 7   | 5       | 3      | 15     |
| 2         | Italia     | 5   | 6       | 7      | 18     |
| 3         | Algeria    | 5   | 2       | 6      | 13     |
| 4         | Francia    | 4   | 5       | 4      | 13     |
| 5         | Portogallo | 3   | 2       | 3      | 8      |
| 6         | Serbia     | 3   | 2       | 0      | 5      |
| 7         | Marocco    | 2   | 6       | 5      | 13     |
| 8         | Cipro      | 2   | 2       | 2      | 6      |
| 9         | Egitto     | 2   | 2       | 1      | 5      |
| 10        | Slovenia   | 1   | 2       | 0      | 3      |
| 11        | Croazia    | 1   | 1       | 0      | 2      |
| 12        | Spagna     | 1   | 0       | 3      | 4      |
| 13        | Montenegro | 1   | 0       | 1      | 2      |
| 14        | Albania    | 1   | 0       | 0      | 1      |
| 15        | Grecia     | 0   | 1       | 3      | 4      |
| 16        | Siria      | 0   | 1       | 0      | 1      |
| 16        | Tunisia    | 0   | 1       | 0      | 1      |
| Totale    | Totale     | 38  | 38      | 38     | 114    |